# Amarok (software)
Amarok, voorheen amaroK, is een vrije audiospeler voor KDE en TDE. De speler is geschreven in C++ (Qt (KDE) en TQt (TDE)) en is beschikbaar voor Windows, macOS, Linux en Unix. Amarok is onderdeel van KDE Extragear, waardoor het zijn eigen uitgavecyclus kan behouden. Op TDE volgt Amarok de uitgavecyclus van TDE. Amarok is, zoals de meeste KDE- en TDE-programma's, ook in het Nederlands vertaald.

## Etymologie
Amaroks naam komt van de titel van het Mike Oldfield-album Amarok. Tijdens het afspelen van het album in Amarok, verschijnt een speciaal venstertje met een bedankje.
Omdat het woord amarok (of amaroq) in het Inuktitut wolf betekent, gebruikt Amarok wolven als terugkerend thema in hun artwork.

## Geschiedenis
Amarok begon onder de naam amaroK en werd ontwikkeld door de Duitse programmeur Mark Kretschmann, omdat hij niet tevreden was met XMMS. De eerste versie (0.5.0) verscheen op 23 juni 2003. Op 17 juni 2004 kwam versie 1.0 uit, officieel de eerste stabiele versie. Versies 1.4.10 en eerder gebruikten Qt 3 als toolkit en waren geschikt voor KDE 3.
Op 10 december 2008 verscheen versie 2.0, die gebruikmaakte van Qt 4 en gemaakt was voor KDE 4. Deze versie werd volledig opnieuw ontworpen en de gebruikersinterface, vooral de afspeellijst, werd opnieuw vormgegeven. Vanaf deze versie is Amarok tevens voor Windows en macOS te verkrijgen.
Versie 2.7 werd uitgebracht op 18 januari 2013.

## Mogelijkheden
In versie 2.8 is ondersteuning voor de Opus Audio-codec toegevoegd.
Amarok 2.0 en nieuwer heeft onder meer de volgende mogelijkheden:
- Geïntegreerde Plasma-widgets, met onder andere songteksten, Wikipedia-informatie en statistieken;
- In KDE 4 maakt Amarok gebruik van Phonon, waardoor meerdere geluidssystemen gebruikt kunnen worden, zoals Xine en GStreamer - op KDE 5 wordt gebruikgemaakt van PulseAudio;
- Downloaden van podcasts en met behulp van Solid ondersteuning voor mp3-spelers (KDE 4 en nieuwer);
- Internetdiensten, zoals SHOUTcast, Ampache, Last.fm en online-muziekwinkels;
- Dynamische afspeellijsten;
- Albumhoezen ophalen van Amazon;
- De mogelijkheid om scripts direct vanuit Amarok te installeren.